# Rhûn
Rhûn is een locatie in Midden-aarde in de fictieve geschiedenis van de wereld in de boeken van J.R.R. Tolkien. Het is een gebied noordoostelijk van Mordor rond de binnenzee van Rhûn, waar het zijn naam aan te danken heeft. In elfentaal betekent Rhûn "oost".

## Geografie
Weinig is bekend over de gebieden. De tovenaar Gandalf is er nooit geweest en hoewel Aragorn er wel heeft gereisd, wordt daar verder geen verslag van gedaan. Wel is bekend dat het gebied werd bevolkt door de Oosterlingen, die er verschillende rijken, provincies en steden stichtten. Het bekendste was het rijk Dorwinion aan de noordwestelijke oevers van de binnenzee. De Boselfen van het Demsterwold waren dol op de wijnen uit deze streek, die volgens de overlevering zo sterk waren dat de elfen na één slok al dronken werden.

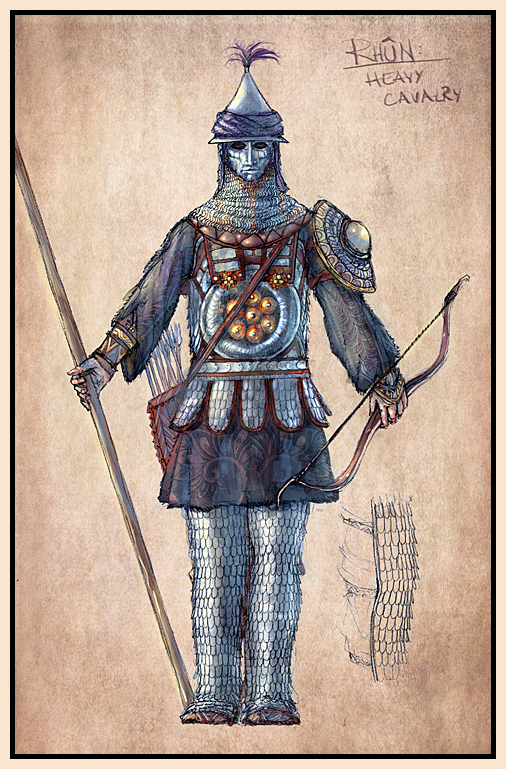
een soldaat uit Rhûn

De rivier de Running werd gebruikt om handel te drijven met Dorwinion. Zuidelijk van de binnenzee liep de weg die zich vanuit Ithilien naar het noorden slingerde langs de Morannon en dan door Rhûn naar de wereld oostelijk van Mordor. Centraal in het gebied ligt de Zee van Rhûn, in het westen door een bergketen beschermd tegen Rhovanion en in het noordoosten grenzend aan een groot woud. Ten oosten van de Zee van Rhûn liggen de eigenlijke landen van de Oosterlingen, waarvan slechts de volgende steden en vestingen bekend zijn: Mistrand, Szerelkein en Khurvasagh.
Ver achter de Zee van Rhûn lag weer een andere binnenzee: de Zee van Helcar. Daarachter lagen de Rode Bergen, aan de voet waarvan ooit de elfen ontwaakten (Cuiviénen). Vier huizen van de Dwergen leefden in de Rode Bergen.

## De inwoners
De inwoners van Rhûn waren, in tegenstelling tot de mensen van Gondor en Rohan, niet vredelievend. Zij werden in de Eerste Era door Morgoth verleid, en trokken onder de banier van Ulfang ten strijde tegen de elfen van Beleriand. In de Derde Era vochten zij aan de zijde van Sauron in de Oorlog om de Ring. Nadat zij door Gondor waren verslagen stonden zij de Bruine Landen aan hen af. Dit gebied was in het begin van de Derde Era door de Wagenrijders, een van de clans van de Oosterlingen, van Gondor ontnomen.
Rhûn werd twee maal door Gondor veroverd onder heerschappij van de koningen Rómendacil I en Rómendacil II, maar de Númenóreanen kregen nooit de volledige controle over het gebied. Rhûn werd uiteindelijk onderworpen door koning Elessar en zijn zoon Eldarion samen met bondgenoot Rohan.
Aman · Belegaer · Beleriand · Cuiviénen · Eriador · Forod · Gondor · Harad · Hildórien · Mordor · Númenor · Rhovanion · Rhûn